# ريان دروموند
ريان دروموند(بالإنجليزية:Ryan Drummond)وهو ممثل أمريكي وممثل أداء صوتي أيضا، ولد 10 يناير عام 1973 في ولأية أوهايو.
وهو معروف بادآء شخصية الألعاب القنفذ سونيك

## وصلات خارجية
- الموقع الرسمي
- ريان دروموند على موقع IMDb (الإنجليزية)
- ريان دروموند على موقع قاعدة بيانات الفيلم (الإنجليزية)
- ريان دروموند على موقع كينوبويسك (الروسية)